# پیوتر بچاوا
پیوتر بچاوا (لهستانی: Piotr Beczała؛ زادهٔ ۲۸ دسامبر ۱۹۶۶) خواننده اپرا اهل لهستان با صدای تنور است.